# Kafr al-Ma
Kafr al-Ma – miasto w Jordanii, w muhafazie Irbid. W 2015 roku liczyła 17 919 mieszkańców.